# چائو: فراتر از خطوط
چائو: فراتر از خطوط (به انگلیسی: Chau, Beyond the Lines) نام مستند کوتاه آمریکایی محصول سال ۲۰۱۵ است که نامزد جایزه اسکار بهترین مستند موضوع کوتاه در ۸۸ امین دوره مراسم آکادمی (اسکار) شد.

## خلاصه داستان
مستند، داستان زندگی چائو، یک جوان ویتنامی مبتلا به ناتوانی‌های شدید ناشی از عامل نارنجی را روایت می‌کند. این فیلم، بیننده را به درون یک مرکز توانبخشی در ویتنام می‌برد، جایی که کودکان و جوانان با اثرات مخرب عامل نارنجی دست و پنجه نرم می‌کنند. چائو، با وجود محدودیت‌های جسمانی، رویای تبدیل شدن به یک هنرمند و طراح لباس را در سر دارد. فیلم، تلاش‌های او برای تحقق این رویا و غلبه بر چالش‌های پیش رو را به تصویر می‌کشد.
در طول مستند، چائو با واقعیت‌های تلخ زندگی خود و دیگر ساکنان مرکز مواجه می‌شود. با این حال، او با روحیه‌ای مثال‌زدنی، به دنبال یافتن معنا و هدف در زندگی است. فیلم، نه تنها به مشکلات ناشی از جنگ و اثرات مخرب عامل نارنجی می‌پردازد، بلکه به نمایش قدرت اراده و امید در مواجهه با ناملایمات می‌پردازد. «چائو: فراتر از خطوط»، با روایتی صمیمی و تأثیرگذار، بیننده را به تفکر در مورد ارزش‌های انسانی و اهمیت تلاش برای تحقق رویاها دعوت می‌کند.